# Почтовые марки России (2017)

Почтовые марки России (2017) — каталог знаков почтовой оплаты (марок, блоков, листов), введённых в обращение «Почтой России» в 2017 году.

## Список коммеморативных марок
Порядок следования элементов в таблице соответствует номеру по каталогу марок России на официальном сайте издатцентра «Марка», затем приведены номера по каталогу «Михель».

## Таблица
| № | Изображение | Описание | Номинал | Дата        | Тираж | Художник       | П      |
| --- | ----------- | --- | ------- | ----------- | --- | -------------- | ------ |
| 2192 (Mi #RU 2409)                                                                                     |             | 100 лет со дня рождения Е. И. Забабахина (1917—1984), учёного, физика-ядерщика | 19      | 16 января   | 330 000 22 000                                                                                               | Свиридов С.    | [ 3 ]  |
| 2193 (Mi #RU 2410)                                                                                     |             | Совместный выпуск Администраций связи стран — членов РСС. Национальные промыслы. Лапти | 29      | 24 января   | 360 000 24 000                                                                                               | Ульяновский И. | [ 4 ]  |
| 2194 (Mi #RU 2411)                                                                                     |             | Почтовый блок — Чемпионат мира по футболу FIFA 2018 в России™. Талисман Чемпионата мира по футболу FIFA 2018 в России | 100     | 7 февраля   | 250 000 | Шушлебина О.   | [ 5 ]  |
| 2195 (Mi #RU 2412)                                                                                     |             | Герои Российской Федерации. Продолжение серии. Осканов Суламбек Сусаркулович (1943—1992) | 19      | 7 февраля   | 135 000 27 000                                                                                               | Дробышев А.    | [ 6 ]  |
| 2196 (Mi #RU 2413)                                                                                     |             | Герои Российской Федерации. Продолжение серии. Карлов Андрей Геннадьевич (1954—2016) | 19      | 10 февраля  | 135 000 27 000                                                                                               | Савина О.      | [ 7 ]  |
| 2197 (Mi #RU 2414)                                                                                     |             | Институт Уполномоченного по правам человека в России | 19      | 27 февраля  | 375 000 25 000                                                                                               | Шушлебина О.   | [ 8 ]  |
| 2198-2201 (Mi #RU 2415-2418HB)                                                                         |             | Почтовый блок — 100 лет Великой российской революции | 14      | 2 марта     | 70 000 | Ульяновский C. | [ 9 ]  |
| 2202 (Mi #RU 2419)                                                                                     |             | Кубок конфедераций FIFA 2017 в России | 35      | 9 марта     | 1 242 000 138 000                                                                                            | Прядкина О.    | [ 10 ] |
| 2203 (Mi #RU 2420)                                                                                     |             | Выпуск по программе «Европа». Замки | 24      | 15 марта    | 420 000 28 000                                                                                               | Щеголь Г.      | [ 11 ] |
| 2204 (Mi #RU 2423)                                                                                     |             | Межпарламентская ассамблея государств-участников Содружества Независимых Государств | 35      | 27 марта    | 330 000 22 000                                                                                               | Ульяновский И. | [ 12 ] |
| 2205 (Mi #RU 2428)                                                                                     |             | 100 лет ледоколу «Красин» | 24      | 31 марта    | 406 000 29 000                                                                                               | Бельтюков В.   | [ 13 ] |
| 2206, 2207 (Mi #RU 2421), (Mi #RU 2422)                                                                |             | Герои Российской Федерации. Продолжение серии - Ашихмин Сергей Анатольевич (1977—2012) - Ермаков Вадим Константинович (1972—1996) | 19      | 23 марта    | 145 000 29 000                                                                                               | Дробышев А.    | [ 14 ] |
| 2208, 2209, 2210, 2211 (Mi #RU 2424), (Mi #RU 2425), (Mi #RU 2426), (Mi #RU 2427)                      |             | Флора России. К 125-летию Сочинского парка «Дендрарий» - Подснежник Воронова - Кандык кавказский - Хурма обыкновенная - Цикламен кавказский | 29      | 29 марта    | 100 000 50 000                                                                                               | Поварихин А.   | [ 15 ] |
| 2212-2215 (Mi #RU 2429), (Mi #RU 2430), (Mi #RU 2431), (Mi #RU 2432)                                   |             | Квартблок — Фауна России. Черепахи | 14      | 4 апреля    | 75 000 | Щеголь Г.      | [ 16 ] |
| 2216 (Mi #RU 2433)                                                                                     |             | 75 лет Конструкторскому бюро машиностроения | 19      | 11 апреля   | 22 500 25 000                                                                                                | Поварихин А.   | [ 17 ] |
| 2217 (Mi #RU 2434)                                                                                     |             | Почтовый блок — Ассоциация ветеранов боевых действий ОВД и ВВ России Офсет + защитный комплекс | 10      | 21 апреля   | 65 000 | Московец А.    | [ 18 ] |
| 2217 Тип II                                                                                            |             | Почтовый блок — Ассоциация ветеранов боевых действий ОВД и ВВ России С нумерацией и тиснением золотой фольгой | 10      | 21 апреля   | 10 000 | Московец А.    | [ 18 ] |
| 2218 (Mi #RU 2435)                                                                                     |             | Почтовый блок — 775 лет Ледовому побоищу | 90      | 26 апреля   | 75 000 | Поварихин А.   | [ 19 ] |
| 2219 (Mi #RU 2436)                                                                                     |             | Путь к Победе. Продолжение серии. Северные конвои | 41      | 4 мая       | 287 000 41 000                                                                                               | Ульяновский C. | [ 20 ] |
| 2220 (Mi #RU 2437)                                                                                     |             | XXV Всероссийский фестиваль «Российская студенческая весна» | 22      | 15 мая      | 225 000 25 000                                                                                               | Бодрова М.     | [ 21 ] |
| 2221, 2222, 2223, 2224 (Mi #RU 2438), (Mi #RU 2439), (Mi #RU 2440), (Mi #RU 2441)                      |             | Литературное наследие России. Русские басни - Басня «Петух и жемчужина». В. К. Тредиаковский - Басня «Волк и Журавль». А. П. Сумароков - Басня «Лисица и виноград». И. А. Крылов - Басня «Заяц и черепаха». С. В. Михалков                                                                                              | 35      | 17 мая      | 150 000 50 000                                                                                               | Бельтюков В.   | [ 22 ] |
| 2225 (Mi #RU 2442)                                                                                     |             | Почтовый блок — 175 лет со дня рождения В. В. Верещагина (1842‒1904), живописца | 95      | 24 мая      | 60 000 | Свиридов С.    | [ 23 ] |
| 2226 (Mi #RU 2443)                                                                                     |             | Почтовый блок — Гербы субъектов и городов Российской Федерации. Астраханская область | 60      | 30 мая      | 85 000 | Московец А.    | [ 24 ] |
| 2227 (Mi #RU 2444)                                                                                     |             | 100 лет газете газете «Известия» | 27      | 1 июня      | 192 000 24 000                                                                                               | Московец А.    | [ 25 ] |
| 2228 (Mi #RU 2446)                                                                                     |             | Год экологии — 2017 | 22      | 5 июня      | 225 000 25 000                                                                                               | Московец А.    | [ 26 ] |
| 2229 (Mi #RU 2445)                                                                                     |             | 25 лет Республике Ингушетия | 25      | 4 июня      | 360 000 12 000                                                                                               | Ульяновский C. | [ 27 ] |
| 2230 (Mi #RU 2449)                                                                                     |             | 350 лет российскому государственному судостроению | 33      | 29 июня     | 225 000 25 000                                                                                               | Ульяновский И. | [ 28 ] |
| 2231 (Mi #RU 2452)                                                                                     |             | Омск. Воскресенский военный собор | 27      | 30 июня     | 300 000 20 000                                                                                               | Ульяновский И. | [ 29 ] |
| 2232 (Mi #RU 2453)                                                                                     |             | Совместный выпуск Российской Федерации и Королевства Таиланд. Государственные деятели | 22      | 3 июля      | 420 000 30 000                                                                                               | Комса Р.       | [ 30 ] |
| 2233, 2234 (Mi #RU 2447), (Mi #RU 2448)                                                                |             | ДОСААФ России. Виды спорта - Пулевая стрельба - Радиоспорт | 22      | 28 июня     | 240 000 20 000                                                                                               | Бельтюков В.   | [ 31 ] |
| 2235 (Mi #RU 2450)                                                                                     |             | Герб г. Азов | 16      | 29 июня     | 600 000 20 000                                                                                               | Поварихин А.   | [ 32 ] |
| 2236 (Mi #RU 2451)                                                                                     |             | Герб г. Орехово-Зуево | 22      | 29 июня     | 750 000 25 000                                                                                               | Поварихин А.   | [ 33 ] |
| 2237 (Mi #RU 2454)                                                                                     |             | Почтовый блок — Гербы субъектов и городов РФ. Калининградская область | 60      | 10 июля     | 60 000 | Московец А.    | [ 34 ] |
| 2238 (Mi #)                                                                                            |             | Почтовый блок — 100 лет Бахчисарайскому историко-культурному и археологическому музею-заповеднику | 10      | 12 июля     | 70 000 | Свиридов С.    | [ 35 ] |
| 2239 (Mi #RU 2456)                                                                                     |             | 225 лет со дня рождения П. А. Вяземского (1792—1878), поэта, историка, первого председателя Императорского Русского исторического общества | 22      | 21 июля     | 231 000 21 000                                                                                               | Ульяновский И. | [ 36 ] |
| 2240 (Mi #RU 2457)                                                                                     |             | Почтовый блок — 200 лет со дня рождения И. К. Айвазовского (1817‒1900), живописца | 95      | 25 июля     | 65 000 | Савина О.      | [ 37 ] |
| 2241 (Mi #RU 2458)                                                                                     |             | Почтовый блок — 525 лет Ивангородской крепости | 90      | 28 июля     | 60 000 | Ульяновский C. | [ 38 ] |
| 2242, 2243, 2244, 2245, 2246 (Mi #RU 2459), (Mi #RU 2460), (Mi #RU 2461), (Mi #RU 2462), (Mi #RU 2463) |             | XIX Всемирный фестиваль молодёжи и студентов. История фестивалей - 1957 г. Москва - 1985 г. Москва - 1973 г. Берлин - 1978 г. Гавана - 1989 г. Пхеньян | 35      | 3 августа   | 60 000 | Шушлебина О.   | [ 39 ] |
| 2247 (Mi #RU 2464)                                                                                     |             | Путь к Победе. Битва за Крым и оборона Севастополя | 41      | 11 августа  | 287 000 41 000                                                                                               | Ульяновский C. | [ 40 ] |
| 2248, 2249, 2250, 2251 (Mi #RU 2465)                                                                   |             | Чемпионат мира по футболу FIFA 2018 в России™. Стадионы. Калининград, Нижний Новгород, Санкт-Петербург, Саранск | 22      | 23 августа  | 360 000 180 000                                                                                              | Шушлебина О.   | [ 41 ] |
| 2252 (Mi #RU 2470)                                                                                     |             | Путь к Победе. Партизанское движение | 41      | 24 августа  | 287 000 41 000                                                                                               | Ульяновский C. | [ 42 ] |
| 2253 (Mi #)                                                                                            |             | 200 лет со дня рождения архимандрита Антонина (1817—1894), общественного, церковного и государственного деятеля | 27      | 23 августа  | 192 000 24 000                                                                                               | Никонов В.     | [ 43 ] |
| 2254 (Mi #RU 2471)                                                                                     |             | Кавалеры ордена Святого апостола Андрея Первозванного. Ф. Г. Алиева (1932—2016), поэт, прозаик | 27      | 29 августа  | 231 000 21 000                                                                                               | Дробышев А.    | [ 44 ] |
| 2255, 2256 (Mi #RU 2472), (Mi #RU 2473)                                                                |             | Российские кремли. Александровский и Вологодский кремли | 22      | 30 августа  | 50 млн 180 тыс. марок (Александровский кремль), 30 млн 180 тыс. марок (Вологодский кремль) 1 254 500;754 500 | Бетрединова Х. | [ 45 ] |
| 2257 (Mi #RU 2474)                                                                                     |             | Путь к Победе. Авиационный полк «Нормандия-Неман» | 41      | 1 сентября  | 287 000 41 000                                                                                               | Ульяновский C. | [ 46 ] |
| 2258                                                                                                   |             | Военная академия Генерального штаба Вооружённых сил Российской Федерации | 27      | 27 сентября | 300 000 25 000                                                                                               | Московец А.    | [ 47 ] |
| 2259 (Mi #RU 2484)                                                                                     |             | Следственный комитет Российской Федерации | 27      | 6 октября   | 240 000 20 000                                                                                               | Московец А.    | [ 48 ] |
| 2260 (Mi #RU 2479)                                                                                     |             | 100 лет со дня рождения Индиры Ганди (1917—1984) | 35      | 21 сентября | 300 000 20 000                                                                                               | Савина О.      | [ 49 ] |
| 2261, 2262, 2263, 2264 (Mi #RU 2475), (Mi #RU 2476), (Mi #RU 2477), (Mi #RU 2478)                      |             | Современное искусство России. Продолжение серии - А. П. Горский. «Без вести пропавший. 1946 г.» - Н. В. Колупаев. «Сеятель. 2008 г.» - В. И. Кошелев. «Беседа. 2007 г.» - А. И. Теслик. «Осенний вечер. 2009 г.» | 35      | 13 сентября | 144 000 24 000                                                                                               | Савина О.      | [ 50 ] |
| 2265, 2266 (Mi #RU 2481) (Mi #RU 2482)                                                                 |             | Герои Российской Федерации. Продолжение серии - Долонин Владислав Александрович (1969—1995) - Матвеев Виктор Владимирович (1963—2001) | 22      | 28 сентября | 145 000 29 000                                                                                               | Дробышев А.    | [ 51 ] |
| 2267 (Mi #RU 2483)                                                                                     |             | Гражданская оборона Российской Федерации | 27      | 3 октября   | 225 000 25 000                                                                                               | Московец А.    | [ 52 ] |
| 2268 (Mi #RU 2486)                                                                                     |             | Почтовый блок — XIX Всемирный фестиваль молодёжи и студентов | 10      | 14 октября  | 70 000 | Ульяновский И. | [ 53 ] |
| 2269 (Mi #RU 2487)                                                                                     |             | Ассамблея Межпарламентского союза | 35      | 14 октября  | 180 000 20 000                                                                                               | Ульяновский И. | [ 54 ] |
| 2270 (Mi #RU 2488)                                                                                     |             | Кубок конфедераций FIFA 2017 в России (надпечатка на марке и полях марочного листа) | 35      | 17 октября  | 108 000 12 000                                                                                               | Прядкина О.    | [ 55 ] |
| 2271, 2272-2273, 2274 (Mi #RU 2489KB), (Mi #RU 2490KB), (Mi #RU 2491KB), (Mi #RU 2492KB)               |             | Квартблок — Декоративно-прикладное искусство России. Жостовская роспись | 88      | 23 октября  | 60 тысяч квартблоков                                                                                         | Бетрединова Х. | [ 56 ] |
| 2275, 2276, 2277, 2278 (Mi #RU 2493), (Mi #RU 2494), (Mi #RU 2495), (Mi #RU 2496)                      |             | История российского мундира. Мундиры таможенной службы России - Таможенный стражник и управляющий таможней. 1827 г. - Контролёр и управляющий таможней (1904 г.) - Контролёр и начальник Главного таможенного управления МВТ СССР (1952 г.) - Начальник кинологического отдела и специалист-кинолог 1 разряда (2017 г.) | 22      | 25 октября  | 216 000 27 000+40 000                                                                                        | Ульяновский C. | [ 57 ] |
| 2279, 2280 (Mi #RU 2497), (Mi #RU 2498)                                                                |             | Совместный выпуск Российской Федерации и Республики Индия. Народные танцы - Хоровод «Березка» - Танец Бхаваи | 35      | 26 октября  | 100 000 25 000                                                                                               | Бельтюков В.   | [ 58 ] |
| 2281 (Mi #RU 2519)                                                                                     |             | Кавалер ордена «За заслуги перед Отечеством». Е. М. Примаков (1929—2015), государственный деятель | 27      | 18 декабря  | 280 000 20 000                                                                                               | Комса Р.       | [ 59 ] |
| 2282 (Mi #RU 2499)                                                                                     |             | Совместный выпуск Российской Федерации, Республики Беларусь и Республики Казахстан. Межгосударственная телерадиокомпания «Мир» | 27      | 31 октября  | 225 000 25 000                                                                                               | Плотникова Е.  | [ 60 ] |
| 2283 (Mi #RU 2500)                                                                                     |             | 50 лет российскому государственному оператору спутниковой связи «Космическая связь» | 22      | 1 ноября    | 375 000 25 000                                                                                               | Щеголь Г.      | [ 61 ] |
| 2286 (Mi #RU 2503)                                                                                     |             | Совместный выпуск Российской Федерации и Государства Израиль. Архитектура На почтовой марке изображён Собор всех святых, в земле Русской просиявших Горненского женского монастыря в Иерусалиме. | 35      | 14 ноября   | 240 000 30 000                                                                                               | Ульяновский И. | [ 62 ] |
| 2287, 2288, 2289, 2290 (Mi #RU 2504I), (Mi #RU 2505I), (Mi #RU 2506I), (Mi #RU 2507I)                  |             | Сокровища России. Алмазный фонд Российской Федерации - Алмаз Орлов - Брошь с изумрудом - Держава - Кулон с малиново-розовым турмалином | 22      | 16 ноября   | 225 000 25 000                                                                                               | Московец А.    | [ 63 ] |
| 2291 (Mi #RU 2508)                                                                                     |             | Полный кавалер ордена «За заслуги перед Отечеством». М. М. Плисецкая (1925—2015), артистка балета | 27      | 20 ноября   | 280 000 20 000                                                                                               | Комса Р.       | [ 64 ] |
| 2292 (Mi #RU 2509)                                                                                     |             | Генеральная прокуратура Российской Федерации | 27      | 23 ноября   | 216 000 18 000                                                                                               | Московец А.    | [ 65 ] |
| 2293 (Mi #RU 2510)                                                                                     |             | 100 лет восстановлению патриаршества в России | 41      | 29 ноября   | 160 000 20 000                                                                                               | Бодрова М.     | [ 66 ] |
| 2294, 2295, 2296 (Mi #RU 2511), (Mi #RU 2512), (Mi #RU 2513)                                           |             | C Новым годом! Талисман Чемпионата мира по футболу FIFA 2018 в России™ |         | 1 декабря   | 660 000 220 000                                                                                              | Савина О.      | [ 67 ] |
| 2297, 2298, 2299 (Mi #RU 2514), (Mi #RU 2515), (Mi #RU 2516)                                           |             | Выдающиеся юристы России - С. С. Алексеев (1924—2013) - И. И. Дмитриев (1760—1837) - Н. М. Коркунов (1853—1904) | 22      | 4 декабря   | 216 000 27 000                                                                                               | Комса Р.       | [ 68 ] |
| 2300 (Mi #RU 2517)                                                                                     |             | Федеральное казначейство | 27      | 7 декабря   | 240 000 20 000                                                                                               | Шушлебина О.   | [ 69 ] |
| 2301 (Mi #RU 2518)                                                                                     |             | Современное искусство России. О. Н. Седов. «Памятник Евпатию Коловрату». г. Рязань. 2007 г. | 35      | 8 декабря   | 144 000 24 000                                                                                               | Бетрединова Х. | [ 70 ] |
| 2302 (Mi #RU 2522)                                                                                     |             | Федеральная служба безопасности. 100 лет органам государственной безопасности | 27      | 20 декабря  | 180 000 20 000                                                                                               | Московец А.    | [ 71 ] |
| 2303, 2304, 2305, 2306 (Mi #RU 2523), (Mi #RU 2524), (Mi #RU 2525), (Mi #RU 2526)                      |             | Чемпионат мира по футболу FIFA 2018 в России™. Футбол в искусстве - Памятник футболисту В. Боброву. 2002 г. - Барельеф «Футболист». 1953 г. - Картина «Футбол». 1928 г. - Картина «Футбол». 1926 г. | 22      | 20 декабря  | 400 000 малый лист -50 000                                                                                   | Шушлебина О.   | [ 72 ] |
| 2307, 2308 (Mi #RU 2520), (Mi #RU 2521)                                                                |             | Совместный выпуск Российской Федерации и Демократической Социалистической Республики Шри-Ланка. Архитектура - Бахчисарайский Свято-Успенский мужской монастырь - Золотой храм Дамбулла | 35      | 18 декабря  | по 100 тыс. марок каждого сюжета 25 000                                                                      | Ульяновский И. | [ 73 ] |

## Комментарии
1. ↑  Ниже приведён перечень коммеморативных марок (с возможностью сортировки по номиналу, тиражу).